# NGC 4010
NGC 4010 este o galaxie spirală situată în constelația Ursa Mare. A fost descoperită în 26 aprilie 1830 de către John Herschel. Se află la o distanță de 18,54 megaparseci de Pământ.